# 麻孢孢堆黑粉菌
麻孢孢堆黑粉菌（学名：Sporisorium punctatum）是属于黑粉菌目黑粉菌科孢堆黑粉菌属的一种真菌，寄生在菅属植物上。该种分布于中国。